# Список будівель цегляної готики
Цегляна готика — це стиль готичної архітектури, поширений у північній Німеччині та Балтійському регіоні. Він не завжди очевидно відрізняється від ранішої цегляної романіки та пізнішого цегляного Відродження.
Часто романські будівлі добудовувались чи перебудовувались у готичному стилі; будівництво інших було почато за романського періоду, а закінчено під час готики через повільний процес будівництва. Такі будівлі можна класифікувати в обох стилях.
Поширення цегляної готики майже збігається зі сферою впливу Ганзи, з перевагою молодим містам на схід від Ельби. Окрім міських представницьких будівель, соборів та церков, монастирів так званих жебручих та інших орденів, особливо цистерціанців та премонстрантів. На території між Прусією та Естонією, тевтонські лицарі будували численні цегляні оборонні замки.
Цей список не має на меті бути повним та не робить спроби перерахувати всі тисячі будівель у стилі цегляної готики, які існують чи колись існували. Натомість, його мета перерахувати суттєві будівлі, тобто ті, які вважаються важливими зі стилістичних, функціональних чи інших причин. Основним критерієм віднесення будівлі до списку є згадка про неї в працях істориків про цегляну готику та/або згадка про її особливу роль в окремих наукових публікаціях.
Наведені дати стосуються наявних готичних будівель. Попередники або постготичні зміни як правило не згадуються, однак про них можна дізнатися, звернувшись до відповідної літератури. Найбільш впливові будівлі позначені жирним шрифтом. Романські будівлі та будівлі Відродження не наведені. Також не наведено цегляні будівлі готичного періоду поза територією північної Німеччини та Балтійського регіону, наприклад подунайські, оскільки історія мистецтва, як правило, не відносить їх до цегляної готики. Неоготичні будівлі також не наводяться.

## Білорусь
| Місце     | Споруда          | Основний період будівництва           | Особливості                                                       | Зображення |
| Крево     | Кревський замок  | Початок 14-го сторіччя                | Частково побудований з каміння. Руїна                             |            |
| Ліда      | Лідський замок   | 14-те сторіччя                        | Кам'яний з цегляною надбудовою                                    |            |
| Кам'янець | Кам'янецька вежа | 1276-1289                             | Укріплення на кордоні, одна з найперших цегляних споруд у регіоні |            |
| Мір       | Мірський замок   | Кінець 15-го — початок 16-го сторіччя | Світова спадщина ЮНЕСКО. Значна перебудова у часи Відродження     |            |

## Бельгія
| Місце                        | Споруда                | Основний період будівництва | Особливості | Зображення |
| Хоґстратен (біля Антверпену) | церква святої Катерини | 1525-1550                   | Побудована архітектором Ромбутом Келдермансом II. Дзвіниця була знищена в 1944 році, однак після війни відбудована. Друга за висотою (122,3 м) церква у Бельгії |            |

## Данія
| Місце     | Споруда              | Основний період будівництва                                                                             | Особливості | Зображення |
| Орхус     | Орхуський собор      | Кінець 14-го сторіччя по 1500                                                                           | |            |
| Орхус     | Церква Діви Марії    | Середина 13-го сторіччя по 1500                                                                         | |            |
| Хадерслев | Церква Св. Марії     | Середина 14-го сторіччя до 1440                                                                         | |            |
| Оденсе    | Собор Святого Кнуда  | | |            |
| Рібе      | Собор                | Побудований в 12-13 сторіччі з туфу, пісковика та граніту (Романіка), з пізнішими цегляними прибудовами | |            |
| Роскілле  | Собор Роскілле       | 12-13 сторіччя                                                                                          | Світова спадщина ЮНЕСКО. В основі романський, однак містить готичні риси. Одна з найбільш ранніх великих цегляних будівель у північній Європі. |            |
| Нествед   | Церква Святого Петра | 12-14-те сторіччя                                                                                       | Побудована на місці більш ранньої романської церкви, готична церква залишилась майже незмінною з 1375 року.                                    |            |

## Естонія
| Місце | Споруда          | Основний період будівництва | Особливості | Зображення |
| Тарту | Собор            | 15-те сторіччя              | Знищений у Лівонській війні, східна частина зруйнована. Зараз у ньому розташований Музей Тартуського університету. Вежі раніше були 66 метрів у висоту (зараз — 22 м). |            |
| Тарту | Церква Св. Івана | Початок 14-го сторіччя      | Численні скульптури з теракоти розташовані зовні та всередині церкви.                                                                                                  |            |

## Фінляндія
| Місце       | Споруда                                | Основний період будівництва                                | Особливості                                | Зображення |
| Еспоо       | Собор Еспоо                            |                                                            | Частини побудовані в стилі цегляної готики |            |
| Галікко     | Церква Св. Бригіди                     |                                                            | Портик в стилі цегляної готики             |            |
| Гямеенлінна | Фортеця Гяме                           | 14-15-те сторіччя, на більш ранньому фундаменті з плитняку | Цегляна фортеця                            |            |
| Гаттула     | Церква Св. Хреста                      |                                                            |                                            |            |
| Порвоо      | Собор Порвоо                           |                                                            |                                            |            |
| Турку       | Собор Турку                            |                                                            |                                            |            |
| Турку       | Церква Св. Марії (фін. Maarian kirkko) |                                                            |                                            |            |

## Німеччина

### Мекленбург-Передня Померанія
| Місце             | Споруда                                                                         | Основний період будівництва                                                                        | Особливості | Зображення |
| Альтентрептов     | Церква святого Петра                                                            | Середина 13-го — перша половина 14-го сторіччя                                                     | Зальний храм |            |
| Альтентрептов     | Міські ворота: Бранденбурзькі ворота, Деммінські ворота                         | бл. 1450                                                                                           | |            |
| Анклам            | Церква святої Марії                                                             | 2-го половина 13-го — кінець 14-го сторіччя                                                        | Зальний храм; запланований з двома вежами, не завершений, тому асиметричний                                                                                   |            |
| Анклам            | Кам'яні ворота                                                                  | 13/14-те сторіччя                                                                                  | |            |
| Анклам            | Церква святого Миколая                                                          | 14-те сторіччя                                                                                     | Сильно пошкоджена в 1945, руїна відновлена, реконструкція триває                                                                                              |            |
| Бад-Доберан       | Доберанський собор                                                              | Будівництво почалося в 1291 році, освячена 1368 року                                               | Колишня церква цистерціанського монастиря; базиліка |            |
| Берген-на-Рюгені  | Церква святої Марії                                                             | Будівництво почалося в 1180, освячена 1193 року, реконструйована в 1380 році та після 1445 року    | Колишня монастирська церква бенетиктинських або цистерціанських монахинь; базиліка                                                                            |            |
| Бютцов            | Монастирська церква                                                             | Середина 13-го до другої половини 14-го сторіччя                                                   | Зальний храм |            |
| Фрідланд          | Церква святої Марії                                                             | З 1330 до початку 15-го сторіччя                                                                   | Зальний храм |            |
| Грайфсвальд       | Собор святого Миколая                                                           | Середина 14-го — перша чверть 15-го сторіччя                                                       | Базиліка |            |
| Грайфсвальд       | Церква святого Марії                                                            | 1275-1340                                                                                          | Зальний храм |            |
| Грайфсвальд       | Церква святого Якова                                                            | Вперше згадана 1280 року, реконструкція бл. 1400 року                                              | Раннєготичний зальний храм |            |
| Грайфсвальд       | Будинок за адресою Маркт 11                                                     | Ймовірно після 1400 року                                                                           | Один з найбільш багато оздоблених бюргерських будинків у Північній Німеччині                                                                                  |            |
| біля Грайфсвальду | Елденське абатство                                                              | Будівництво розпочато 1225 року, частково завершено 1265, добудовувалось до 1350 року              | Колишній цистерціанський монастир, тепер в руїнах; улюблений мотив Каспара Давида Фрідріха                                                                    |            |
| Гюстров           | Собор Св. Марії, євангеліста Івана та Св. Сісілії                               | Початок 13-го — кінець 15-го сторіччя                                                              | Зальний храм |            |
| Гюстров           | Церква святого Марії                                                            | | Готична цегляна базиліка |            |
| Мальхін           | Церква святих Марії та Івана                                                    | З 1397 року                                                                                        | Базиліка |            |
| Нойбранденбург    | Церква святої Марії                                                             | 2-га половина 13-го сторіччя                                                                       | |            |
| Нойбранденбург    | Церква святого Івана                                                            | 1-ша половина 14-го сторіччя                                                                       | Зальний храм, колишній монастир францисканців |            |
| Нойбранденбург    | Міські укріплення, зокрема Штаргардські ворота, Трептовські ворота, Нові ворота | Після 1300 до початку 15-го сторіччя                                                               | |            |
| Росток            | Церква святої Марії                                                             | Дві стадії будівництва: після 1290 року та після 1398 року                                         | Базиліка; головна церква Ростоку |            |
| Росток            | Церква святого Миколая                                                          | Сучасний вигляд створений після 1400 року                                                          | |            |
| Росток            | Церква святого Петра                                                            | Між другою чвертю 14-го і початком 15-го сторіччя                                                  | |            |
| Росток            | Міська ратуша                                                                   | Основа з 1230 року, готичний фасад після 1300 року                                                 | З 1729 року готика переважно схована за барочними добудовами                                                                                                  |            |
| Росток            | Монастир Святого Хреста                                                         | 1-ша половина 14-го сторіччя                                                                       | Колишній цістерніанський жіночий монастир |            |
| Росток            | Церква святого Якова                                                            | | Пошкоджена під час Другої світової війни, зруйнована в 1960 році                                                                                              |            |
| Росток            | Будинок на Крьопеллінерштрассе                                                  | Кінець 15-го сторіччя                                                                              | Колишній будинок священика (тепер бібліотека) |            |
| Росток            | Kerkhoff House                                                                  | Третя чверть 15-го сторіччя                                                                        | Bürgerhaus (now registry office) |            |
| Росток            | Міські ворота (включно з Кам'яними воротами, Крьопелінськими воротами)          | 13th to 16th century                                                                               | |            |
| Шверін            | Шверінський собор                                                               | Від бл. 1280 року до бл. 1420 року                                                                 | Базиліка |            |
| Штральзунд        | Історичний центр                                                                | | Світова спадщина ЮНЕСКО |            |
| Штральзунд        | Церква святого Миколая                                                          | Від бл. 1270 року до початку 15-го сторіччя                                                        | Головна церква Штральзунду |            |
| Штральзунд        | Ратуша                                                                          | Декілька стадій будівництва в 13-14-му сторіччях                                                   | Найбільш важлива світська будівля в Штральзунді |            |
| Штральзунд        | Церква Св. Марії                                                                | 1382/84 до кінця 15-го сторіччя                                                                    | Друга за розміром церква в ганзейському регіоні, базиліка |            |
| Штральзунд        | Церква святого Якова                                                            | Будівництво сучасної будівлі розпочато після 1300 року, перебудовано після 1400                    | Базиліка |            |
| Штральзунд        | Монастир Св. Івана                                                              | Початок 14-го сторіччя                                                                             | Колишній францисканський монастир; зальний храм |            |
| Штральзунд        | Будино Вульфлама (нім. Wulflamhaus)                                             | | |            |
| Штральзунд        | Монастир святої Катерини                                                        | Друга половина 13-го сторіччя                                                                      | Колишній домініканський монастир |            |
| Вісмар            | Історичний центр                                                                | | Світова спадщина ЮНЕСКО |            |
| Вісмар            | Церква святого Юрія (Георга)                                                    | Найстарша частина — бл. 1300 року, завершена в 15-му сторіччі                                      | Одна з найбільш важливих та монументальних споруд періоду у Балтійському регіоні                                                                              |            |
| Вісмар            | Церква святого Миколая                                                          | Будівництво сучасної будівлі розпочато після 1380 року, завершена у другій половині 15-го сторіччя | Базиліка |            |
| Вісмар            | Церква Св. Марії                                                                | Будівництво розпочато після 1339 року, завершене в 15-му сторіччі                                  | Після пошкоджень у Другій світовій війні, була підірвана в 1960 році, залишилась лише вежа. Вважалась однією з найбільш красивих церков у північній Німеччині |            |
| Вісмар            | Альтер Шведе (нім. Alter Schwede)                                               | Бл. 1380                                                                                           | Приватний будинок (тепер ресторан) |            |
| Вісмар            | Будинок архідиякона                                                             | Середина 15-го сторіччя                                                                            | Приватний будинок |            |
| Вісмар            | Водяні ворота                                                                   | Третя чверть 15-го сторіччя                                                                        | |            |
| Волґаст           | Церква святого Петра                                                            | 1280-1350 рр.                                                                                      | Базиліка |            |

### Шлезвіг-ГольштайнтаГамбург
| Місце     | Споруда                | Основний період будівництва                                                                             | Особливості                                                            | Зображення |
| Цісмар    | Цісмарське абатство    | 13-те сторіччя                                                                                          | Колишній монастир бенедиктинців                                        |            |
| Ойтін     | Церква святого Михайла | Перша третина 13-го сторіччя, перебудови в 14-му та 15-му сторіччях                                     |                                                                        |            |
| Фленсбург | Церква Св. Миколая     | Дві стадії будівництва, між 1390 та 1480                                                                |                                                                        |            |
| Гамбург   | Церква Св. Петра       | |                                                                        |            |
| Гамбург   | Церква Св. Катерини    | |                                                                        |            |
| Гамбург   | Церква Св. Якова       | |                                                                        |            |
| Любек     | Історичний центр       | | Світова спадщина ЮНЕСКО                                                |            |
| Любек     | Церква Св. Марії       | З 1251 року, завершена наприкінці 14-го сторіччя                                                        | Базиліка; найбільш впливова будівля цегляної готики                    |            |
| Любек     | Ратуша                 | Основна будівля 1340-50 рр., так званий Довгий будинок 1298—1308, Крігсштубенбау 1442-44                | Одна з найбільш важливих світських будівель періоду цегляної готики    |            |
| Любек     | Любецький собор        | Заснований в 1173 році Генріхом Левом, освячений 1247, готичні перебудови з 1266 року по 15-те сторіччя |                                                                        |            |
| Любек     | Гольстентор            | 1466-78, значні перебудови пізніше                                                                      |                                                                        |            |
| Любек     | Бургтор                | |                                                                        |            |
| Любек     | Церква Св. Петра       | Декілька фаз будівництва, кінець 13-го до 15-го сторіччя                                                |                                                                        |            |
| Любек     | Церква Св. Якова       | Після 1276 до 1334 року                                                                                 |                                                                        |            |
| Любек     | Церква Св. Егедія      | Перша половина 14-го сторіччя                                                                           |                                                                        |            |
| Любек     | Церква Св. Катерини    | 1300-1330                                                                                               | Колишня церква францисканського монастиря                              |            |
| Любек     | Шпиталь Святого Духа   | Від бл. 1276 до 1286 року                                                                               |                                                                        |            |
| Любек     | Бургклостер            | Після 1276 року до 1401 року                                                                            | Колишній домініканський монастир, сучасні прибудови                    |            |
| Любек     | Монастир Св. Анни      | | Колишній августинський жіночий монастир, пошкоджений пожежею 1843 року |            |
| Любек     | Будівля канцелярії     | Побудована 1484, розширена 1588 та 1614 року                                                            |                                                                        |            |
| Мельдорф  | Церква Св. Івана       | 1230-1300                                                                                               |                                                                        |            |
| Шлезвіг   | Шлезвізький собор      | 1275-1320                                                                                               |                                                                        |            |

### Бранденбург,БерлінтаСаксонія-Ангальт
| Місце                 | Споруда                                           | Основний період будівництва                                        | Особливості                                                            | Зображення |
| Бад Вільснак          | Церква Св. Миколая (Святої Крові)                 |                                                                    | Головне місце паломництва у північній Німеччині                        |            |
| Берлін                | Церква Св. Марії                                  | Перша згадка 1292 року                                             |                                                                        |            |
| Берлін                | Церква Св. Миколая                                | Між 1220 та 1230 рр.                                               |                                                                        |            |
| Берлін                | Сіре абатство                                     | Кінець 13-го сторіччя                                              | Колишнє францисканське абатство; в руїні з часів Другої світової війни |            |
| Бранденбург-на-Хафелі | Церква Св. Катерини                               | Дві фази будівництва після 1401 року                               |                                                                        |            |
| Бранденбург-на-Хафелі | Собор Св. Петра та Павла                          | Основний період будівництва — 1165—1240 рр.                        | Перша цегляна церква в Маркграфстві Бранденбург                        |            |
| Бранденбург-на-Хафелі | Колишня церква Діви Марії                         | Побудована бл. 1220, зруйнована 1722 р.                            | До руйнації важливе місце паломництва                                  |            |
| Корін                 | Корінське абатство                                |                                                                    | Колишній цістерніанський монастир                                      |            |
| Доберлуг-Кірххайн     | Добрілукське абатство                             |                                                                    | Колишній цістерніанський монастир                                      |            |
| Франкфрут-на-Одері    | Церква Св. Марії                                  | 1253-1367 рр., хори завершені в 1367 р., добудови в 15-му сторіччі |                                                                        |            |
| Франкфрут-на-Одері    | Ратуша                                            | Будівництво почато в 1253 р., перебудована в 14-му сторіччі        |                                                                        |            |
| Хафельберг            | Собор Св. Марії                                   |                                                                    |                                                                        |            |
| Ютербог               | Ратуша                                            |                                                                    |                                                                        |            |
| Ютербог               | Монастир                                          |                                                                    |                                                                        |            |
| Ютербог-Зінна         | Зіннське абатство                                 | Основна частина з 1220 р.                                          | Колишній цістерніанський монастир                                      |            |
| Ленін                 | Ленінське абатство                                | З кінця 12-го сторіччя, освячена 1262 або 1270 року                |                                                                        |            |
| Пренцлау              | Церква Св. Марії                                  |                                                                    |                                                                        |            |
| Зальцведель           | Церква Св. Марії; Св. Катерини                    |                                                                    |                                                                        |            |
| Зальцведель           | Місцевий суд (колишня ратуша)                     |                                                                    |                                                                        |            |
| Зальцведель           | Укріплення (Кам'яні ворота, Нойпервертор)         |                                                                    |                                                                        |            |
| Штендаль              | Церква Св. Марії                                  |                                                                    |                                                                        |            |
| Штендаль              | Собор Св. Миколая                                 | З 1423 р. до середини 15-го сторіччя                               |                                                                        |            |
| Штендаль              | Ратуша                                            | Готична частина — початок 15-го сторіччя                           |                                                                        |            |
| Штендаль              | Укріплення (Ворота Тангермюнде, Ворота Юнглінген) |                                                                    |                                                                        |            |
| Тангермюнде           | Ратуша                                            | Бл. 1430 року                                                      |                                                                        |            |
| Тангермюнде           | Церква Св. Штефана                                | 14-те сторіччя                                                     |                                                                        |            |
| Тангермюнде           | Укріплення                                        | 14-15-те сторіччя                                                  |                                                                        |            |

### Нижня СаксоніятаБремен
| Місце               | Споруда                  | Основний період будівництва                                               | Особливості | Зображення |
| Бардовік            | Собор Св. Петра та Павла | 1389-1485 рр.                                                             | |            |
| Брауншвейг          | Бібліотека               | 1413-1422 рр.                                                             | Найстарша будівля бібліотеки, яка збереглася на північ від Альп |            |
| Бремен              | Церква Св. Мартіна       |                                                                           | Пізня готика |            |
| Бремен              | Бременська ратуша        | 1405-1410 рр.; в 1608—1612 рр. перебудована в стилі Везерського ренесансу | |            |
| Бремен              | Ебсторфське абатство     | 14-те сторіччя                                                            | Премонстратіанський, пізніше бенедиктинський монастир |            |
| Фюрстенау           | Бьорстельське абатство   | З середини 13-сторіччя                                                    | Колишній цістерніанський жіночий монастир |            |
| Гановер             | Ринкова церква           | 14th century                                                              | |            |
| Худе                | Худське абатство         | 13-те сторіччя                                                            | в руїнах |            |
| Лер (Східна Фризія) | Хардервікенбург          | Бл. 1450 р.                                                               | Укріплений будинок, покритий вапняковою штукатуркою. Один з найстаріших у такому роді |            |
| Люнебург            | Церква Св. Івана         | 1300-1370 рр.                                                             | |            |
| Люнебург            | Ратуша                   | 13-те сторіччя                                                            | |            |
| Люнебург            | Церква Св. Михайла       | Бл. 1375 р.                                                               | |            |
| Люнебург            | Церква Св. Миколая       | 1407-1440 рр.                                                             | |            |
| Маріенхафе          | Церква Св. Марії         | 13-те сторіччя                                                            | Раніше церква мала три нави та вежу висотою 80 метрів, яка одночасно слугувала орієнтиром для кораблів. В 1829 році з фінансових причин вежа була частково розібрана, а частина церкви зруйнована. |            |
| Верден-на-Аллері    | Собор                    | 1290-1323 та 1473—1490 роки                                               | Романський попередник з 12-го сторіччя |            |
| Вінхаузен           | Вінхаузенське абатство   | 13-14-те сторіччя                                                         | Цістерніанський жіночий монастир |            |

## Латвія
| Місце   | Споруда              | Основний період будівництва      | Особливості                                                     | Зображення |
| Рига    | Історичний центр     |                                  | Світова спадщина ЮНЕСКО                                         |            |
| Рига    | Ризький собор        | 13-те сторіччя                   |                                                                 |            |
| Рига    | Церква Св. Петра     | 13-15-те сторіччя                |                                                                 |            |
| Рига    | Собор Св. Якова      | 13-те сторіччя                   |                                                                 |            |
| Рига    | Церква Св. Івана     | 15-те сторіччя                   | колишня домініканська                                           |            |
| Рига    | Будинок чорноголових | починаючи з кінця 14-го сторіччя | Зруйнований у Другій світовій війна та відбудований в 1995 році |            |
| Турайда | Турайдський замок    | 14-те сторіччя                   | Був сильно зруйнований, реконструюється з 1953 року             |            |

## Литва
| Місце      | Споруда                                          | Основний період будівництва                       | Особливості | Зображення |
| Вільнюс    | Костел святої Анни                               | 1495-1500 року                                    | Виняткове використання пізньої полум'янистої готики. Частина історичного центру міста, який включено до Світової спадщини ЮНЕСКО |            |
| Вільнюс    | Костел святого Франциска (бернардинський костел) | 15-те сторіччя та пізніше відновлення             | |            |
| Вільнюс    | Костел святого Миколая                           | Кінець 14-го сторіччя                             | Найстарша церковна будівля, яка збереглася в Литві                                                                               |            |
| Вільнюс    | Вежа Гедиміна та Верхній замок                   | Початок 15-го сторіччя, багато пізніших перебудов | Побудовані Великим князем Литовським Вітовтом                                                                                    |            |
| Каунас     | Латинський собор                                 | Будівництво з 1408 року                           | Базиліка, найбільша готична церква у Литві                                                                                       |            |
| Каунас     | Каунаський замок                                 | Будівництво з середини 14-го сторіччя             | Найстарший цегляний замок у Литві                                                                                                |            |
| Каунас     | Церква святої Гертруди                           | 15-те сторіччя                                    | |            |
| Каунас     | Костел Внебовзяття Діви Марії (Вітовтова фара)   | Бл. 1400 року                                     | Колишня францисканська, унікальний план у формі латинського хреста                                                               |            |
| Каунас     | Будинок Перкунаса                                | Кінець 15-го сторіччя                             | Найстарший житловий будинок періоду готики в Литві                                                                               |            |
| Мединінкай | Мединінкайський замок                            | 13-те сторіччя                                    | Єдиний замок такого типу, який зберігся The only surviving enclosure type castle and the largest in Lithuania                    |            |
| Тракай     | Тракайський острівний замок                      | 14-те — початок 15-го сторіччя                    | Побудований Великими князями Литовськими Кейстутом та Вітовтом.                                                                  |            |
| Тракай     | Тракайський замок на півострові                  | Кінець 14-го сторіччя та пізніші перебудови       | Побудований Великим князем Литовським Кейстутом                                                                                  |            |
| Запижкіс   | Церква Івана Богослова                           | 1578                                              | Єдина сільська готична церква, яка збереглася в Литві                                                                            |            |

## Нідерланди
| Місце | Споруда      | Основний період будівництва | Особливості                                                                                          | Зображення |
| Делфт | Стара церква | Заснована в 1246 році       | Цегляна «падаюча» вежа висотою 75 метрів — зараз її верхівка відхиляється бл. 2 метрів від вертикалі |            |

## Польща

### Північна Польща
| Місце                | Споруда                                                 | Основний період будівництва                                             | Особливості | Зображення |
| Бартошице            | Церква Св. Івана Євангеліста                            | 14-15-те сторіччя                                                       | |            |
| Бранево              | Церква Св. Катерини                                     |                                                                         | Сильно пошкоджена під час Другої світової війни, пізніше відбудована |            |
| Бродниця             | Церква Св. Катерини                                     | 14-те сторіччя                                                          | |            |
| Хелмно               | Церква Св. Марії                                        | 1290-1333                                                               | |            |
| Хелмно               | Церква Св. Петра та Павла                               | Побудована в 13-му сторіччя, перебудована в 14-му                       | Колишня домініканська церква |            |
| Хелмно               | Церква Св. Якова та Миколая                             | Два етапи будівництва — 13 та 14 сторіччя                               | Колишня францисканська церква |            |
| Хелмно               | Укріплення лицарів Тевтонського ордена                  | 14-15-те сторіччя                                                       | |            |
| Хойна                | Ратуша                                                  | 15-те сторіччя                                                          | |            |
| Хойна                | Церква Св. Марії                                        | Переважно 1389—1459                                                     | |            |
| Добре Місто          | Колегіальна церква                                      |                                                                         | |            |
| Ельблонг             | Церква Св. Миколая                                      | 13-те сторіччя, в 15-му сторіччі перебудована з базиліки в зальний храм | згоріла в 1945 р. |            |
| Фромборк             | Собор                                                   | 1343-1383 рр.                                                           | |            |
| Гданськ              | Базиліка Святої Діви Марії                              | 1343-1502 рр.                                                           | Одна з найбільших споруд в стилі цегляної готики |            |
| Гданськ              | Церква Св. Катерини                                     | ймовірно 14-те та 15-те сторіччя                                        | |            |
| Гданськ              | Церква Св. Миколая                                      | 1348-початок 15-го сторіччя                                             | Домініканська церква |            |
| Гданськ              | Церква Св. Трійці з колишнім францисканським монастирем | 1481-1514 рр.                                                           | |            |
| Гданськ              | Зала гільдії Св. Георгія                                | 1487-94рр.                                                              | |            |
| Гданськ              | Великий млин                                            | 14-те сторіччя                                                          | |            |
| Гданськ              | Міська брама з краном                                   | 1442-1444 рр.                                                           | |            |
| Гнев                 | Фортеця Тевтонських лицарів                             | Кінець 13-го — 14-те сторіччя                                           | |            |
| Камінь-Поморський    | Собор Св. Івана                                         | Бл. 1175 року, перебудований в 15-му сторіччі                           | Романсько-готична базиліка |            |
| Колобжег             | Собор Св. Марії                                         | 1288-1397                                                               | |            |
| Квідзин              | Замок та комплекс собору                                | 14-15-те сторіччя                                                       | |            |
| Лідзбарк-Вармінський | Епископський замок/фортеця                              |                                                                         | Однна з найбільш нранніх цегляних будівель у регіоні |            |
| Мальборк             | Замок у Мальборку (фортеця), Марієнбург                 | 1276 до кінця 14-го сторіччя                                            | Світова спадщина ЮНЕСКО, ця фортеця є найбільшої нерелігійною спорудою в стилі цегляної готики. Замок був штаб-квартирою Тевтонського ордену з 1309 року. В 1380-ті був розширений Ніколаусом фон Фелленштейном (див. Неман, Росія). |            |
| Нідзиця              | Фортеця                                                 | 14-15-те сторіччя                                                       | |            |
| Ольштин              | Замок кафедрального капітула                            | Друга половина 14-го сторіччя                                           | Фортеця; перебудована у замок в 15-16-му сторіччі |            |
| Ольштин              | Собор Св. Якова                                         | До 1445 року                                                            | Пізньоготичний зальний храм |            |
| Орнета               | Собор Св. Івана                                         |                                                                         | |            |
| Пельплін             | Собор                                                   | 13-14-те сторіччя, пізніші перебудови                                   | колишній цістерціанський монастир |            |
| Радзинь-Хелмінський  | Фортеця                                                 | 13-14-те сторіччя                                                       | Руїна |            |
| Старгард-Щецинський  | Маріанський костел                                      | Початок будівництва у 13-му сторіччі, добудови у 1388—1500 рр.          | |            |
| Старгард-Щецинський  | Брама-млин                                              | 15-те сторіччя                                                          | Одна з лише двох брам такого типу, що збереглися до нашого часу (інша — Ватерпоорт (нід. Waterpoort) у місті Снек (Нідерланди)) |            |
| Щецин                | Собор Св. Якова                                         | Декілька фаз будівництва між 1375 та 1504 роками                        | |            |
| Щецин                | Церква Св. Івана                                        | 13-15-те сторіччя, реконструкція в 19-му сторіччі                       | |            |
| Щецин                | Ратуша                                                  | 15-те сторіччя                                                          | |            |
| Штум                 | Фортеця та місто                                        | Початок 14-го сторіччя                                                  | Одна з найбільш міцних тевтонських фортець у регіоні. Сильно пошкоджена пожежами в 1683 та 1945 роках. |            |
| Торунь               | Старе місто                                             | 13-15-те сторіччя                                                       | Світова спадщина ЮНЕСКО; церкви, ратуша, житлові будинки та зерносховища з 13-15-го сторіччя |            |
| Торунь               | Собор Св. Івана Хрестителя та Івана Євангеліста         | 14-15-те сторіччя                                                       | Колишня приходська церква Старого Міста Торуня |            |
| Торунь               | Церква Св. Марії                                        | 1350-1370 рр.                                                           | Колишній францисканський зальний храм |            |
| Торунь               | Церква Св. Якова                                        | 1309-до бл.1340 року                                                    | Приходська церква Нового Міста Торуня |            |
| Торунь               | Ратуша                                                  | 13-14-те сторіччя, перебудована в 17-му сторіччі                        | |            |
| Торунь               | Фортеця тевтонських лицарів                             | 13- початок 15-го сторіччя                                              | |            |

### Центральна Польща
| Місце                   | Споруда                                     | Основний період будівництва                        | Особливості | Зображення |
| Бориславіце Замкове     | Замок                                       | бл. 1425 р.                                        | Зруйнований шведсько-бранденбурзькими силами під час Шведського потопу, на сьогодні в руїнах                                                                                            |            |
| Брохув                  | Укріплена церква                            | 1551-1561 рр., 1596 р.                             | Готично-ренесансна церква, заснована Яном Броховськи з родиною як трьохнавна церква з трьома боковими вежами                                                                            |            |
| Бжесць-Куявський        | Церква Св. Станіслава                       | після 1332 року, 15-те сторіччя                    | |            |
| Бидгощ                  | Церква бернардинів                          | 1552-1557 рр.                                      | Пізньоготична |            |
| Бидгощ                  | Собор Св. Мартіна та Св. Миколая            | 1425-1502 рр.                                      | |            |
| Цеханув                 | Замок Мазовських князів                     | 14-те сторіччя                                     | Зруйнований шведсько-бранденбурзькими силами під час Шведського потопу, на сьогодні в руїнах                                                                                            |            |
| Черськ                  | Замок Мазовських князів                     | 1388-1410 рр.                                      | Зруйнований шведсько-бранденбурзькими силами під час Шведського потопу, на сьогодні в руїнах                                                                                            |            |
| Червінськ над Віслою    | Монастирська церква                         | 12-те сторіччя                                     | Романська, фасад був перебудований у готичному стилі у другій половині 15-го сторіччя                                                                                                   |            |
| Червінськ над Віслою    | Ворота Абата Кули                           | 1457 р.                                            | |            |
| Джевиця                 | Церква Св. Луки                             | 1321-1460 рр.                                      | |            |
| Джевиця                 | Замок                                       | 1527-1535 рр.                                      | Готично-ренесансний, верхня частина з червоної цегли, решта з пісковика та цегли, зараз у руїнах                                                                                        |            |
| Гнезно                  | Гнезненський кафедральний собор             | 1342-1415 рр., північна вежа завершена у 1512 році | Базиліка, оновлена в стилі бароко в 17-му сторіччі |            |
| Гостинь                 | Костел Св. Малгожати (Маргарити)            | 14-те сторіччя                                     | |            |
| Коло                    | Королівський замок                          | до 1362 року                                       | Зруйнований шведсько-бранденбурзькими силами під час Шведського потопу, на сьогодні в руїнах                                                                                            |            |
| Конін                   | Церква Св. Варфоломея                       | 14-те сторіччя                                     | |            |
| Крушвиця                | Замок                                       | 1350-1355 рр.                                      | Зруйнований шведсько-бранденбурзькими силами під час Шведського потопу, на сьогодні збереглася лише легендарна Мишина Вежа                                                              |            |
| Лів                     | Замок князів Мазовських                     | до 1429 р.                                         | Зруйнований шведсько-бранденбурзькими силами під час Шведського потопу, на сьогодні в руїнах                                                                                            |            |
| Любін                   | Монастирська церква                         | 15-16-те сторіччя                                  | В 18-му сторіччі перебудована в стилі бароко |            |
| Люблін                  | Краківська брама                            | 14-те сторіччя                                     | Частково відбудовані в 18-му сторіччі |            |
| Люблін                  | Люблінський замок                           | 13-14-те сторіччя                                  | Зруйнований шведсько-бранденбурзькими силами під час Шведського потопу, всередині замкової капели можна побачити численні русинські фрески з початку 15-го сторіччя, заснований Ягайлом |            |
| Ленчиця                 | Королівський замок                          | 1357-1370 рр.                                      | |            |
| Ломжа                   | Собор                                       | 1504-1525 рр.                                      | Пізня мазовійська готика |            |
| Опорув                  | Єпископальний замок                         | 1434-1449 рр.                                      | Побудований для Владислава Опоровського, єпископа Куявського та архієпископа Гнезненського                                                                                              |            |
| Пйотркув-Трибунальський | Замок                                       | 1512-1519 рр.                                      | Готично-ренесансний |            |
| Плоцьк                  | Замок князів Мазовських                     | 14-те сторіччя                                     | |            |
| Плоцьк                  | Вежі Плоцького собору                       | 13-14-го сторіччя                                  | Романський собор, декілька разів перебудований |            |
| Познань                 | Базиліка святих Петра і Павла               | 14-15-те сторіччя                                  | Одна з найстаріших церков у Польщі та найстарших польський собор, частково перебудований у 18-му сторіччі                                                                               |            |
| Познань                 | Церква Тіла Христового                      | 1406 р., 1465—1470 рр.                             | Церква заснована Ягайлом, частково перебудована у 18-му сторіччі |            |
| Познань                 | Будинок псалтиристів                        | 1518 р.                                            | Будинок заснований Яном Лубранським, єпископом Познанським |            |
| Познань                 | Костел Діви Марії                           | 1431-1448 рр.                                      | Перша церква на цьому місці була заснована Добравою Богемською в 965 році |            |
| Пшасниш                 | Церква Св. Івана та Св. Анни                | 1588-1618 рр.                                      | Вважається останньою готичною церквою в Польщі |            |
| Рава-Мазовецька         | Замок князів Мазовських                     | 14-те сторіччя                                     | Зруйнований шведсько-бранденбурзькими силами під час Шведського потопу, на сьогодні в руїнах                                                                                            |            |
| Серадз                  | Колегіатська церква                         | 1370 р.                                            | Перероблено в стилі бароко в 17-му сторіччі |            |
| Супрасль                | Православний монастир — церква Благовіщення | 1503-1511 рр.                                      | Готично-ренесансна, церква була підірвана фашистською армією при відступі в 1944 році, відбудова почалася з 1985 року                                                                   |            |
| Шамотули                | Колегіатська церква                         | 1423-1430 рр.                                      | |            |
| Сьрода-Великопольська   | Церква                                      | 15-те сторіччя                                     | Частково перебудована в 16-му сторіччі (горище) |            |
| Унеюв                   | Архієпископський замок                      | 1360-1365 рр.                                      | Побудований для Ярослава з Богорії і Скотніку, архієпископа Гнезненського |            |
| Варшава                 | Кафедральний собор Івана Хрестителя         | 14-те сторіччя                                     | Повністю зруйнована німецькою артилерією під час Варшавського повстання, відбудована в 1947—1957 рр. у стилі мазовської цегляної готики (надвіслянської готики)                         |            |
| Варшава                 | Костел Відвідання Найсвятішої Діви Марії    | 1410-1411 рр.                                      | Повністю зруйнована німецькою артилерією під час Другої вістової війни, відбудована в 1947—1966 рр.                                                                                     |            |
| Варшава                 | Варшавський барбакан                        | 1548 р.                                            | відбудований в 1952—1954 рр. |            |
| Варшава                 | Стара Порохівниця/Мостові ворота            | 1584 р., добудови в 18-му сторіччі                 | Готично-ренесансні ворота. |            |
| Велюнь                  | Краківські ворота                           | 14-те сторіччя                                     | В 19-му сторіччі міська влада перетворила будівлю у ратушу |            |
| Влоцлавек               | Собор                                       | 14-15-те сторіччя                                  | Перебудований в 1883—1901 рр. в неоготичному стилі |            |
| Всхова                  | Міська церква                               | 15-те сторіччя                                     | Перебудована в стилі бароко в 1720—1726 рр. |            |

### Південна Польща
| Місце            | Споруда                                      | Основний період будівництва                                            | Особливості | Зображення |
| Беч              | Церква Тіла Христового                       | c. 1326—1480                                                           | |            |
| Беч              | Дзвіниця                                     | 15-те сторіччя                                                         | Верхня частина містить сграффіто у стилі маньєризму |            |
| Бохня            | Церква Св. Миколая                           | 1440-1445 рр.                                                          | |            |
| Хенцини          | Замок                                        | 13-14-те сторіччя                                                      | Верхня частина з цегли, решта з вапняку. Знищений шведсько-бранденбурзькими силами під час Шведського потопу, тепер у руїнах |            |
| Дембно           | Замов Якуба Дембінського                     | 15th century                                                           | |            |
| Краків           | Краківський барбакан                         | 1498-1499 рр.                                                          | |            |
| Краків           | Колегіум Маюса                               | 15-те сторіччя                                                         | |            |
| Краків           | Церква Тіла Христового                       | 1385-1405 рр.                                                          | |            |
| Краків           | Церква Св. Трійці                            | 14-15-те сторіччя, відновлена після пожежі 1850 р.                     | Колишня домініканська церква |            |
| Краків           | Брама Флоріана                               | Початок 14-го сторіччя                                                 | Верхні частини з цегли, решта — вапняк |            |
| Краків           | Церква Св. Катерини                          | 1342-1426 рр.                                                          | |            |
| Краків           | Стара синагога                               | 1407 або 1492 рік                                                      | |            |
| Краків           | Маріацький костел                            | 1321-1331 рр., 14-15-те сторіччя                                       | Зальний храм |            |
| Краків           | Вежа ратуші                                  | Кінець 13-го сторіччя                                                  | |            |
| Краків           | Вавель                                       | 13-16-те сторіччя                                                      | Вавель — це архітектурний комплекс, який будувався протягом багатьох сторіч на вапняковому пагорбі (власне Вавель і перекладається як «пагорб»). На пагорбі розташований замок з арсеналом, собор. Готичний Вавельський замок був побудований за наказом Казимира III Великого та будівель, розташованих довкола центрального двору. В 14-му сторіччі він був перебудований Ягайлом та Ядвіґою. |            |
| Краків           | Вавельський собор                            | 1320-1364 рр.                                                          | Верхні частини з цегли, решта з вапняку |            |
| Новий Сонч       | Церква Св. Маргарити                         | 13-14-те сторіччя                                                      | Верхні частини з цегли, решта з пісковика |            |
| Освенцим         | Церква Св. Марії                             | 14-те сторіччя                                                         | |            |
| Пачкув           | Церква-фортеця                               | 14-те сторіччя                                                         | |            |
| Сандомир         | Собор                                        | 1360 р.                                                                | Фасад перебудований в 1670 р. |            |
| Сандомир         | Будинок Яна Длугоша                          | 1476 р.                                                                | |            |
| Сандомир         | Опатувські ворота                            | 14-те сторіччя                                                         | |            |
| Сандомир         | Королівський замок                           | 14-те сторіччя                                                         | Частково перебудований у 1520 році у стилі Відродження Бенедиктом style by Benedykt Sandomierski |            |
| Шидлув           | Церква Св. Ладислава                         | бл. 1355 р.                                                            | |            |
| Сьрода-Шльонська | Ратуша                                       | 15-те сторіччя                                                         | |            |
| Тарнів           | Собор                                        | 14-те сторіччя                                                         | Перебудований у 1889—1897 роках у неоготичному стилі |            |
| Тарнів           | Миколайовський будинок                       | 15-те сторіччя, 1524 р.                                                | |            |
| Тарнів           | Міська ратуша                                | 14-те сторіччя                                                         | Перебудований у стилі відродження у 16-му сторіччі |            |
| Віслиця          | Будинок Яна Длугоша                          | 1460 р.                                                                | |            |
| Віслиця          | Мала Базиліка                                | 1350 р.                                                                | Двонавна церква, верхня частина з цегли, решта — з вапняку |            |
| Вроцлав          | Собор святого Івана Хрестителя               | 1234-1341 рр., пізніші реновації                                       | Вежі висотою 98 метрів |            |
| Вроцлав          | Церква Св. Хреста                            | 1288 р.-перша половина 14-го сторіччя                                  | |            |
| Вроцлав          | Церква Св. Єлизавети                         | 1309-1387 рр.                                                          | |            |
| Вроцлав          | Церква Св. Марії Магдалени                   | 1355-1360                                                              | |            |
| Вроцлав          | Міська ратуша                                | 13-те сторіччя, перебудови в 15-му сторіччі, добудови в 19-му сторіччі | |            |
| Вроцлав          | Церква Св. Мартіна                           | 13-те сторіччя                                                         | |            |
| Вроцлав          | Церква Св. Варвари                           | 15-те сторіччя                                                         | |            |
| Вроцлав          | Церква Св. Марії на арені                    | 1334-75 рр.                                                            | |            |
| Вроцлав          | Церква Св. Адальберта                        | 1250-1487 рр.                                                          | |            |
| Вроцлав          | Церква Св. Мартіна                           | 1300-1569 рр.                                                          | |            |
| Вроцлав          | Церква Св. Вінсента                          | 14-15-те сторіччя                                                      | |            |
| Вроцлав          | Церква святих Станіслава, Вацлава та Доротеї | 1351-1401 рр.                                                          | |            |
| Вроцлав          | Церква Тіла Христового                       | 15-те сторіччя                                                         | |            |
| Вроцлав          | Церква Св. Івана Капістранського             | 1462 — 1505 рр.                                                        | |            |
| Вроцлав          | Церква Св. Жиля                              | 1242 р.                                                                | |            |
| Вроцлав          | Вроцлавський арсенал                         | 1459 р.                                                                | |            |

## Росія, на території колишньої Східної Прусії
| Місце                    | Споруда              | Основний період будівництва | Особливості | Зображення |
| Калінінград (Кенігсберг) | Кенігсберський собор | 14-те сторіччя              | |            |
| Калінінград              | Юдіттен-кірха        | Кінець 13-го сторіччя       | |            |
| Родники (кол. Арнау)     | Кірха                | Кінець 14-го сторіччя       | |            |
| Дружба (кол. Алленбург)  | Алленбурзька кірха   | 15-те сторіччя              | |            |
| Німан (кол. Рагніт)      | Фортеця              | 1397-1409 р.                | Одна з найбільш укріплених фортець Зараз в руїні. Побудована Ніколаусом фон Фелленштейном (див. Замок у Мальборку) |            |
| Веселий (кол. Балга)     | Фортеця              | Бл. 1239 р.                 | Руїна |            |

## Швеція
| Місце                            | Споруда                                                                           | Основний період будівництва                                                             | Особливості | Зображення |
| Південно-західна частина Уппсали | Замок Вік                                                                         | Бл. 1450 р., перебудови в 17-му та 19-му сторіччі                                       | |            |
| Південно-східна частина Уппсали  | Данська церква                                                                    | 14-15-те сторіччя                                                                       | |            |
| Гельсінборг                      | Церква Св. Марії                                                                  |                                                                                         | |            |
| Північна частина Уппсали         | Ленська церква                                                                    | Бл. 1300 р., ймовірно освячена в 1303 р.                                                | Перебудова в 18-му сторіччі, включно з накладенням штукатурки на зовнішні стіни та додаванням поховальної камери |            |
| Люнд                             | Монастирська церква Св. Метра                                                     | Бл. 1300 р.                                                                             | |            |
| Мальмо                           | Церква Св. Петра                                                                  |                                                                                         | |            |
| Роннебю                          | Церква Св. Хреста                                                                 |                                                                                         | |            |
| Сигтуна                          | Церква Св. Марії                                                                  | Середина 13-го сторіччя                                                                 | |            |
| Скеннінге                        | Церква Діви Марії                                                                 |                                                                                         | |            |
| Стокгольм                        | Церква Скепптуна                                                                  | 13-15-те сторіччя                                                                       | |            |
| Ні північ від комуни Сигтуна     | Церква монастиря Ско                                                              | 13-те сторіччя                                                                          | Біля Скоклостерського замку |            |
| Сьодеркьопінг                    | Церква святого Лаврентія                                                          |                                                                                         | |            |
| Сьолвесборг                      | Церква святого Миколая                                                            | 13-те сторіччя                                                                          | |            |
| Стокгольм                        | Церква Ріддархольмен (швед. Riddarholmskyrkan)                                    | Кінець 130го сторіччя, значні перебудови в 15-му, 16-му, 17-му, 18-му та 19-му сторіччі | Місце поховання багатьох шведських монархів |            |
| Стокгольм                        | Церква святого Миколая                                                            | 13-15-те сторіччя, значна зовнішня перебудова в 18-му сторіччі                          | Зовнішні стіні були перетворені у структуру барочного стукко в 1736—1742 рр. щоб зробити її більш схожою на королівський палац неподалік, який у той час відбудовувався після великої пожежі в 1697 р. Однак інтер'єр в стилі цегляної готики зберігся. Церква була місцем весілля та коронації багатьох членів монаршої династії Швеції |            |
| Стренгнес                        | Собор                                                                             | З 1296 року                                                                             | |            |
| Північ від Уппсали               | Церква Тенста                                                                     | 13-те сторіччя                                                                          | У церкві розташований найстаріший «умисний» портрет у історії мистецтв Швеції (тобто, картину, спеціальну написану як портрет певної людини) — фреску Йоганнеса Розенрода |            |
| Південний схід від Уппсали       | Тунська церква                                                                    | Бл. 1300 р.                                                                             | |            |
| Уппсала                          | Кафедральний собор Уппсали                                                        | 1287-1435 рр., значна перебудови в 18-му та 19-му сторіччі                              | Зовнішній вигляд переважно з 19-го сторіччя |            |
| Уппсала                          | [Церква Святої Трійці                                                             | Кінець 13-го — 15-те сторіччя                                                           | |            |
| Вадстена                         | Будинок Мартена Скіннаре                                                          | Кінець Середньовіччя, перебудова в 18-му сторіччі                                       | В 18-му сторіччі дах був понижений і було усунуто crow-stepped gable. |            |
| Вадстена                         | Колишній королівський палац, потім частина Vadstena Abbey, а ще пізніше — лікарня | Mid 13th century, 14th century alterations                                              | При передачі будівлі до монастиря в 1346 році, будівлю було «упокорено» і дах було понижено |            |
| Вестерос                         | Вестероський кафедральний собор                                                   | 13-те сторіччя, розширений в 14-15 сторіччі та пізніші перебудови                       | Місце поховання короля Еріка XIV |            |
| Векше                            | Кафедральний собор Векше                                                          | 13-те сторіччя, пізніші перебудови                                                      | |            |
| Північ від Уппсали               | Вендельська церква                                                                | Кінець 13-го — початок 14-го сторіччя, можливо освячена в 1310 році                     | |            |
| Істад                            | Церква Св. Марії                                                                  | 13-15-те сторіччя                                                                       | |            |
| Істад                            | Церква святого Петра францисканського монастиря                                   | З кінця 13-го по 15-те сторіччя                                                         | |            |

## Україна
| Місце                               | Споруда                       | Основний період будівництва     | Особливості | Зображення                             |
| Львів                               | Латинський катедральний собор | XIV століття                    |             |                                        |
| Дрогобич                            | Костел святого Варфоломія     | кінця XIV — початку XVI століть |             |                                        |
| Зимне                               | Зимненський монастир          | після 1495                      |             |                                        |
| Луцьк                               | Замок Любарта                 | 14-15-те сторіччя               |             |                                        |
| Нове Місто (Старосамбірський район) | Костел                        | 1463–1512                       |             |                                        |
| Скелівка/Фельштин                   | Костел святого Мартина        | XV — початку XVI століть        |             |                                        |
| Скелівка/Фельштин                   | оборонна башта-дзвіниця       |                                 |             |                                        |
| Куликів                             | Костел Святого Миколая        | 1538 рік                        |             | Church of Saint Nicholas, Kulykiv (03) |